# HMS Carnatic (1783)
HMS Carnatic (Корабль Его Величества «Карнатик») — 74-пушечный линейный корабль
третьего ранга. Первый корабль Королевского
флота, названный HMS Carnatic, в честь исторической области в Индии, которая была завоевана Британской Ост-Индской компанией. Первый линейный корабль типа Courageux. Относился к так называемым «обычным 74-пушечным кораблям», нёс на верхней орудийной палубе 18-фунтовые пушки. Заложен в январе 1788 года. Спущен на воду 6 ноября 1793 года на частной верфи Дудмана в Дептфорде.

## Служба
С началом Французских революционных войн Carnatic служил в качестве сторожевого корабля в гавани Плимута. В марте 1796 года командование кораблем принял капитан Дженкинс, и он, в качестве флагмана контр-адмирала Чарльза Мориса Пола, был отправлен в Вест-Индию.
8 августа 1796 года Carnatic и 32-пушечный фрегат Mermaid у берегов Гваделупы обнаружили французский фрегат. Они устремились за ним в погоню, однако догнать его смог только Mermaid, который был вынужден вступить в бой с более мощным, 52-пушечным французским Vengeance. Сражение между фрегатами продолжалось несколько часов, оба они получили серьёзные повреждения. Однако когда к месту боя подошёл 40-пушечный британский фрегат Beaulieu, Vengeance, потеряв 12 человек убитыми и 26 ранеными, отступил и укрылся в гавани Бас-Тера. Mermaid, хоть и сильно повреждённый, потерь не понёс.
Carnatic оставался на станции в Вест-Индии ещё несколько лет. За это время он принял участие в захвате нескольких призов. Так в октябре 1797 года им был захвачен французский капер Bien Venu, а в период с 12 февраля по 30 марта 1799 он захватил четыре французских торговых судна.
По возвращении в Англию в 1803 году корабль был отправлен в док Плимута для капитального ремонта. Однако его корпус был в плохом состоянии, и больше в море он не выходил. С 1805 года корабль был переведён на рейдовую службу и был переоборудован в блокшив, продолжив службу в качестве принимающего корабля. В 1815 году он был переименован в Captain, а в 1825 году было принято решение отправить корабль на слом.